# 王應詔 (嘉靖進士)
王應詔（1490年—？年），字公舉，號吉陽，福建省建寧府甌寧縣人，明朝政治人物。

## 生平
正德十四年（1519年）由國子生中式己卯科福建鄉試第十八名舉人，嘉靖十一年（1532年）壬辰科会试第三百三名，第三甲第一百二十六名進士。觀都察院政，授大理寺评事，升大理寺左寺正，十七年二月升广西按察司僉事，復除四川佥事，二十年三月升貴州布政使司右參議，止。。

## 家族
曾祖王昇；祖王民瞻；父王貴，歲貢生；母魏氏。永感下，妻雷氏，兄用賔，弟士策（貢士），子大政（生員）；大諫；大年（生員）；大猷；大器；大韶。